# Лазерні маркшейдерські інструменти
Лазерні маркшейдерські інструменти (рос. лазерные маркшейдерские инструменты, англ. laser instruments for mine surveying, нім. Lasermarkscheideinstrumente n pl, Lasermarkscheidewerkzeuge n pl) – маркшейдерські інструменти та прилади (лазерний візир, лазерна рулетка та ін.), в яких візування здійснюється вузькоспрямованим пучком червоного світла, утвореного проектором, в основу якого покладено газовий (частіше гелій-неоновий) лазер. Найпоширенішим у гірничій практиці є лазерний покажчик напряму ЛУН різних модифікацій, який застосовується для задання напрямку гірничим виробкам при їх проходці. Встановлюється на стаціонарній підставці у виробці. Основною перевагою є наявність дистанційного управління, що дає можливість вмикати і вимикати прилад, знаходячись від нього на відстані кількох сотень метрів безпосередньо у вибої. Правильність напрямку виробки контролюється по положенню світлової плями лазерного променя на стінці вибою.

## Покажчик напряму проходки
Покажчик напряму проходки – світлопроєкційний прилад для закріплення зорієнтованого в просторі напряму проходки гірничих виробок. Існують лампові та лазерні П.н.п.